# Mont Atshichlut
 (mai 2015).
Le mont Atshichlut est une montagne des monts Akhlun, dans les monts Kuskokwim en Alaska, aux États-Unis.